# كيم كون هوان
كيم كون هوان (12 أغسطس 1986 بكوريا الجنوبية - ) هو لاعب كرة قدم كوري جنوبي في مركز الدفاع، شارك في الألعاب الأولمبية الصيفية 2008. وشارك مع منتخب كوريا الجنوبية تحت 23 سنة لكرة القدم ومنتخب كوريا الجنوبية لكرة القدم. أما مع النوادي، فقد لعب مع آلبيركس نيغاتا وساغان توسو ومونتيديو ياماغاتا ونادي أولسان هيونداي ويوكوهاما مارينوس ونادي سوون.

## وصلات خارجية
- كيم كون هوان على موقع الاتحاد الدولي (مؤرشف)  (الإنجليزية)
- كيم كون هوان على موقع رابطة كرة القدم اليابانية للمحترفين (اليابانية)
- كيم كون هوان على موقع دوري كوريا الجنوبية (الإنجليزية)
- كيم كون هوان على موقع قاعدة بيانات كرة القدم.إي يو (الإنجليزية)
- كيم كون هوان على موقع ناشيونال فوتبول تيمز (الإنجليزية)
- كيم كون هوان على موقع Soccerway.com (الإنجليزية)
- كيم كون هوان على موقع أوليمبيديا (الإنجليزية)